# رالف ستانلي
رالف ستانلي (بالإنجليزية: Ralph Stanley)‏ (مواليد 25 فبراير 1927 في فرجينيا - 23 يونيو 2016)، كان وموسيقي وعازف بانجو أمريكي بدأ مسيرته الفنية عام 1946.

## وصلات خارجية
- رالف ستانلي على موقع IMDb (الإنجليزية)
- رالف ستانلي على موقع الموسوعة البريطانية (الإنجليزية)
- رالف ستانلي على موقع ميوزك برينز (الإنجليزية)
- رالف ستانلي على موقع إن إن دي بي (الإنجليزية)
- رالف ستانلي على موقع أول ميوزيك (الإنجليزية)
- رالف ستانلي على موقع ديسكوغز (الإنجليزية)
- رالف ستانلي على موقع قاعدة بيانات الفيلم (الإنجليزية)
- رالف ستانلي على موقع كينوبويسك (الروسية)

- الموقع الرسمي